# Campeonato nacional de Estados Unidos 1923
Lista de los campeones del Campeonato nacional de Estados Unidos de 1923:

## Senior

### Individuales masculinos
Bill Tilden vence a  Bill Johnston, 6–4, 6–1, 6–4

### Individuales femeninos
Helen Wills Moody vence a  Molla Bjurstedt Mallory, 6–2, 6–1

### Dobles masculinos
Bill Tilden /  Brian Norton vencen a  Richard Norris Williams /  Watson Washburn, 3–6, 6–2, 6–3, 5–7, 6–2

### Dobles femeninos
Kitty McKane /  Phyllis Howkins Covell vencen a  Hazel Hotchkiss Wightman /  Eleanor Goss, 2–6, 6–2, 6–1

### Dobles mixto
Molla Bjurstedt Mallory /  Bill Tilden vencen a  Kitty McKane /  John Hawkes, 6–3, 2–6, 10–8
| Predecesor: 1922                         | Campeonato nacional de Estados Unidos 1923 | Sucesor: 1924                           |
| Predecesor: Campeonato de Wimbledon 1923 | Grand Slam 1923                            | Sucesor: Campeonato de Australasia 1924 |

- Datos: Q2410801